# Пирог старгэйзи
Пирог старгэйзи (англ. Stargazy pie — «смотрящий на звёзды пирог», от star — звезда, gaze — любоваться, пристально смотреть), также: starrey gazey pie, stargazey pie — корнуэльский пирог, приготовленный из запеченных сардин и/или других видов рыбы, а также яиц и картофеля, покрытых корочкой из теста. Уникальная особенность звездного пирога — это рыбьи головы (а иногда и хвосты), торчащие из корки так, что кажется, что рыбы смотрят в небо.
Это блюдо родом из деревни Маусхол (англ. Mousehole) в Корнуолле, и его традиционно едят во время фестиваля Тома Бокока (англ. Tom Bawcock’s Eve), который проводится 23 декабря, чтобы отпраздновать героический улов рыбака во время очень суровой зимы. На фестивале в освещённой деревне весь улов запекается в огромный звёздный пирог, включающий семь видов рыбы и как бы спасающий деревню от голода. История Бокока была популяризирована детской книгой Антонии Барбер «Кот из Маусхол» (англ. The Mousehole Cat), в которой было рассказано про звёздный пирог.
Пирог наполняется целыми сардинами. Важно, чтобы сардины сохранили свои головы, они высовываются из пирога, как бы глядя на звезды. Положение рыбы позволяет жиру, выделяющемуся во время приготовления, стекать в пирог, придавая ему более полный аромат и обеспечивая его влажность. Знаменитый шеф-повар Рик Штайн предложил также протыкать сардину хвостами через корку пирога, чтобы создать эффект прыжка через воду.

## История
Пирог Старгэйзи происходит из рыбацкой деревни Маусхол в Корнуолле, о его происхождении ходят легенды. Пирог подают в честь храбрости Тома Бокока, местного рыбака XVI века. Легенда объясняет, что одна зима была особенно cуровой, и ни одна из рыбацких лодок не смогла покинуть гавань. С приближением Рождества сельские жители, для которых рыба была основным источником пищи, столкнулись с голодом.
23 декабря Том Бокок несмотря на шторм и вышел в море на своей рыбацкой лодке, ему удалось поймать достаточно рыбы, чтобы накормить всю деревню. Весь улов (включая семь видов рыбы) был запечен в пирог, из которого торчали рыбьи головы, чтобы доказать, что внутри была рыба. С тех пор фестиваль Tom Bawcock’s Eve проходит 23 декабря в Mousehole. Жители деревни идут вечером с огромным звёздным пирогом и процессией самодельных фонарей, прежде чем съесть сам пирог.
Более старый праздник, проводившийся рыбаками в конце декабря, включал в себя пирог, приготовленный из разной рыбы, чтобы представить разнообразие уловов, которые мужчины надеялись получить в наступающем году. Есть вероятность, что «Канун Тома Бокока» — это эволюция этого фестиваля.С 1963 года фестиваль проводится на фоне иллюминации деревни Маусхол, где освещена вся гавань, а также многие другие экспонаты. Есть там и светящийся пирог с рыбьими головами и хвостами, торчащими из формы для пирога под шестью звездами.
Ходили слухи, что весь фестиваль был сфабрикован владельцем The Ship Inn в 1950-х годах. Однако празднование было записано Мортоном Нэнсом, писавшим на корнуоллском языке, в 1927 году в журнале Old Cornwall. Его описание касалось празднеств до 1900 года, хотя он сомневался в реальности Тома Бокока, предполагая, что на самом деле это был «Beau Coc». Он также подтвердил, что истоки фестиваля восходят к дохристианским временам, хотя неясно, в какое время звёздный пирог стал частью торжества. Мортон Нэнс продолжил восстанавливать традиционную песню, спетую в канун вечера Тома Бокока, сыгранную на мотив местной мелодии «Свадебный марш».

## Рецепты

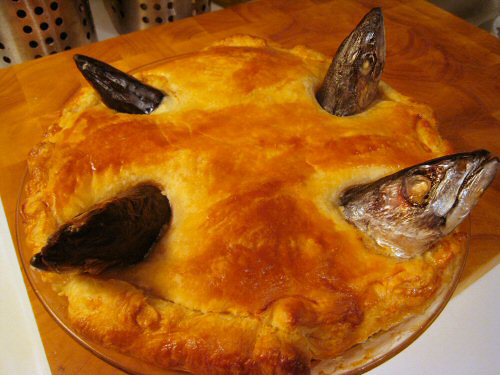
Пирог Старгэйзи

Оригинальный пирог Старгэйзи в легенде включал в себя песчаных угрей, ставриду, сардины, сельдь, собачью рыбу и мольву вместе с седьмой рыбой. В традиционном пироге основным ингредиентом является сардина, хотя вместо неё используют и скумбрию (макрель) или сельдь. Ричард Стивенсон, шеф-повар в The Ship Inn в Маусхол, предполагает, что для начинки подойдет любая белая рыба, а для презентации добавлены сардины или сельдь. Перед тем, как положить в пирог, рыбу нужно очистить от кожи и костей (кроме головы и хвоста), чтобы её было легче есть. Наряду с рыбой, другими традиционными ингредиентами являются загущенное молоко, яйца и отварной картофель.
Существует множество вариаций рецептов с использованием традиционных ингредиентов, некоторые из которых включают сваренные вкрутую яйца, бекон, лук, горчицу или белое вино. Другие альтернативы рыбы могут быть раки, кролик или баранина. Звездный пирог всегда покрывается коркой из теста, как правило, из песочного, но иногда из слоёного, из которого торчат рыбьи головы, а иногда и хвосты.
Можно расположить сардины хвостом к центру пирога, а их головы торчат сквозь корку по краю. Поскольку в него входят картофель и выпечка, пирог можно подавать отдельно или с хрустящим хлебом, иногда с овощами. Другие предлагаемые дополнения — сыр Cornish Yarg, чатни из ревеня, яйца-пашот или ломтик лимона.